# メイドインアビス (アニメ)
『メイドインアビス』は、つくしあきひとによる同名の漫画作品を原作とした日本のテレビアニメシリーズおよび劇場版作品。第1期は2017年7月から9月までAT-X、TOKYO MXほかにて放送された。第2期『メイドインアビス 烈日の黄金郷』（メイドインアビス れつじつのおうごんきょう）は、2022年7月から9月までAT-Xほかにて放送された。
2019年1月には劇場版総集編が前後編に分けて公開された。2020年1月には新作劇場版『劇場版「メイドインアビス 深き魂の黎明」』が公開された。
2025年に新シリーズの劇場アニメ制作が発表。「【第1部】メイドインアビス 目覚める神秘」が2026年に公開される予定。

## 登場人物
- レグ - 声：伊瀬茉莉也[6]
- リコ - 声：富田美憂[6]
- ナナチ - 声：井澤詩織[6]

## スタッフ
|                               | 第1期                                         | 第2期                                         |
| ----------------------------- | --------------------------------------------- | --------------------------------------------- |
| 原作                          | つくしあきひと（竹書房「WEBコミックガンマ」） | つくしあきひと（竹書房「WEBコミックガンマ」） |
| 監督                          | 小島正幸                                      | 小島正幸                                      |
| 副監督                        | 垪和等                                        | 垪和等                                        |
| 助監督                        | 飯野慎也                                      |                                               |
| シリーズ構成                  | 倉田英之                                      | 倉田英之                                      |
| キャラクターデザイン          | 黄瀬和哉                                      | 黄瀬和哉                                      |
| キャラクターデザイン          | -                                             | 黒田結花                                      |
| デザインリーダー              | 高倉武史                                      | 高倉武史                                      |
| モンスターデザイン            | 吉成鋼                                        |                                               |
| プロップデザイン              | 高倉武史                                      | 沙倉拓実                                      |
| 美術監督                      | 増山修                                        | 増山修                                        |
| 美術監督                      | -                                             | 関口輝                                        |
| 美術設定                      | 西俊樹、森川篤、shirakaba                     | 菱沼由典                                      |
| 色彩設計                      | 山下宮緒                                      | 山下宮緒                                      |
| 撮影監督                      | 江間常高                                      | 江間常高                                      |
| 編集                          | 黒澤雅之                                      | 黒澤雅之                                      |
| 音響監督                      | 山田陽                                        | 山田陽                                        |
| 音響効果                      | -                                             | 野口透                                        |
| 音楽                          | Kevin Penkin                                  | Kevin Penkin                                  |
| 音楽制作                      | IRMA LA DOUCE                                 | IRMA LA DOUCE                                 |
| 音楽プロデューサー            | 飯島弘光                                      | 飯島弘光                                      |
| プロデューサー                | 山下愼平、竹中信広、木村淳、礒谷徳知          | 山下愼平、竹中信広、木村淳、礒谷徳知          |
| プロデューサー                | 鶴田美栄子、高木隆行、尾形光広                | 隅元優介、内林大道、有水宗治郎                |
| アニメーション プロデューサー | 小笠原宗紀                                    | 小笠原宗紀                                    |
| アニメーション制作            | キネマシトラス                                | キネマシトラス                                |
| 製作                          | メイドインアビス製作委員会                    | メイドインアビス「烈日の黄金郷」 製作委員会   |

## 制作
2015年4月ごろにキネマシトラスの制作プロデューサー・小笠原宗紀から本作の監督を依頼された小島正幸は、原作を読み、面白かったことから依頼を受けることにした。
キャラクターデザインはキネマシトラスの提案によって黄瀬和哉が起用されており、小島はスタイリッシュな画風の黄瀬が可愛らしい絵を描くギャップが新鮮だったと述べている。原作者のつくしあきひとも「大人を描くのが凄く上手い」と黄瀬のキャラクターデザインを称賛している。
小島はレグの身体は殆どが金属で占めているものの生身に近い部分もあることから、効果音や撮影処理などにおいて工夫することを意識しているという。
つくしは原作漫画の第1話が気に入っていなかったことからアニメの打ち合わせで「できるだけ冒頭は短く、ブラッシュアップしてほしい」と伝えており、その結果ハイレベルなものが出来たと語っている。
TVシリーズ10話におけるリコの腕が折れるシーンの演技について、リコ役の富田美憂とレグ役の伊瀬茉莉也は偶然にも共に骨が折れた時の画像を閲覧してイメージしていたという。

## 主題歌
「Deep in Abyss」
第1期オープニングテーマ。作詞はhotaru、作曲はKanadeYUK、Masahiro "Godspeed" Aoki、編曲はKanadeYUK、歌はリコ（富田美憂）、レグ（伊瀬茉莉也）。
「旅の左手、最果ての右手」
第1期エンディングテーマ。作詞・作曲・編曲は橋本由香利、歌はリコ（富田美憂）、レグ（伊瀬茉莉也）、ナナチ（井澤詩織、第10話から第12話のみ）。
「かたち」
第2期オープニングテーマ。作詞はタナカ零、作曲・編曲はeba、歌は安月名莉子。
「Endless Embrace」
第2期エンディングテーマ。作詞・作曲はMYTH & ROID、編曲はKevin Penkin、Tom-H@ck、歌はMYTH & ROID。
「GRAVITY」
第2期挿入歌。作詞はKevin PenkinとArnór Dan（英: Arnór Dan）、作曲はKevin Penkin、歌はArnór Dan。

## 評価
文芸評論家の町口哲生は、恐怖とは無縁と思われる冒険ファンタジーの世界に可愛らしいキャラクターを登場させ、「幼稚」ともいえる作品と見せかけてから、実は恐怖の世界を描いている作品の代表例に本作を挙げている。
ライターのまにょは本作について、劇伴にはオーストラリア人作曲家のケビン・ペンキンを起用し、レコーディングもウィーンで行われたこともあって、日本アニメとしては規格外の仕上がりになっていると称賛しており、ストーリーについても「幼い主人公たちに課せられる試練は並々ならぬもので、後半は涙なしには鑑賞できなかった」と述べている。また、同氏は「リアルサウンド」で行った年末企画「2017年 年間ベストアニメTOP10」にて本作を2位としている。
ライターの倉田雅弘は本作について以下のように述べている。

## 各話リスト
| 話数                                   | サブタイトル              | 脚本                      | 絵コンテ                  | 演出                      | 作画監督                                                                                                | 初放送日                  |                           |                           |                           |                           |                           |                           |                           |                           |                           |                           |                           |                           |                           |                           |                           |                           |                           |                           |
| 第1期『メイドインアビス』              | 第1期『メイドインアビス』 | 第1期『メイドインアビス』 | 第1期『メイドインアビス』 | 第1期『メイドインアビス』 | 第1期『メイドインアビス』                                                                               | 第1期『メイドインアビス』 | 第1期『メイドインアビス』 | 第1期『メイドインアビス』 | 第1期『メイドインアビス』 | 第1期『メイドインアビス』 | 第1期『メイドインアビス』 | 第1期『メイドインアビス』 | 第1期『メイドインアビス』 | 第1期『メイドインアビス』 | 第1期『メイドインアビス』 | 第1期『メイドインアビス』 | 第1期『メイドインアビス』 | 第1期『メイドインアビス』 | 第1期『メイドインアビス』 | 第1期『メイドインアビス』 | 第1期『メイドインアビス』 | 第1期『メイドインアビス』 | 第1期『メイドインアビス』 | 第1期『メイドインアビス』 |
| -------------------------------------- | ------------------------- | ------------------------- | ------------------------- | ------------------------- | --- | ------------------------- | ------------------------- | ------------------------- | ------------------------- | ------------------------- | ------------------------- | ------------------------- | ------------------------- | ------------------------- | ------------------------- | ------------------------- | ------------------------- | ------------------------- | ------------------------- | ------------------------- | ------------------------- | ------------------------- | ------------------------- | ------------------------- |
| 第1話                                  | 大穴の街                  | 倉田英之                  | 小島正幸                  | 垪和等                    | 黄瀬和哉                                                                                                | 2017年 7月7日             |                           |                           |                           |                           |                           |                           |                           |                           |                           |                           |                           |                           |                           |                           |                           |                           |                           |                           |
| 第2話                                  | 復活祭                    | 倉田英之                  | 小島正幸                  | 森賢                      | 佐藤友子 多田靖子                                                                                       | 7月14日                   |                           |                           |                           |                           |                           |                           |                           |                           |                           |                           |                           |                           |                           |                           |                           |                           |                           |                           |
| 第3話                                  | 出発                      | 倉田英之                  | 小島正幸                  | 孫承希                    | 樋口香里                                                                                                | 7月21日                   |                           |                           |                           |                           |                           |                           |                           |                           |                           |                           |                           |                           |                           |                           |                           |                           |                           |                           |
| 第4話                                  | アビスの淵                | 小柳啓伍                  | 飯野慎也                  | 飯野慎也                  | 伊藤晋之                                                                                                | 7月28日                   |                           |                           |                           |                           |                           |                           |                           |                           |                           |                           |                           |                           |                           |                           |                           |                           |                           |                           |
| 第5話                                  | 火葬砲                    | 小柳啓伍                  | 小島正幸                  | 工藤利春                  | 藤優子                                                                                                  | 8月4日                    |                           |                           |                           |                           |                           |                           |                           |                           |                           |                           |                           |                           |                           |                           |                           |                           |                           |                           |
| 第6話                                  | 監視基地                  | 小柳啓伍                  | 阿保孝雄                  | 垪和等                    | 安田祥子                                                                                                | 8月11日                   |                           |                           |                           |                           |                           |                           |                           |                           |                           |                           |                           |                           |                           |                           |                           |                           |                           |                           |
| 第7話                                  | 不動卿                    | 倉田英之                  | 阿保孝雄                  | 飯野慎也                  | 佐藤このみ 佐藤友子 杉本幸子 高倉武史 森賢                                                              | 8月18日                   |                           |                           |                           |                           |                           |                           |                           |                           |                           |                           |                           |                           |                           |                           |                           |                           |                           |                           |
| 第8話                                  | 生存訓練                  | 倉田英之                  | 小島正幸                  | 飯野慎也                  | 伊藤晋之 藤優子                                                                                         | 8月25日                   |                           |                           |                           |                           |                           |                           |                           |                           |                           |                           |                           |                           |                           |                           |                           |                           |                           |                           |
| 第9話                                  | 大断層                    | 倉田英之                  | 小島正幸                  | 垪和等                    | 樋口香里 安田祥子                                                                                       | 9月1日                    |                           |                           |                           |                           |                           |                           |                           |                           |                           |                           |                           |                           |                           |                           |                           |                           |                           |                           |
| 第10話                                 | 毒と呪い                  | 小柳啓伍                  | 小島正幸                  | 孫承希                    | 佐藤このみ 服部聰志 谷口義明 池津寿恵 萩尾圭太                                                          | 9月8日                    |                           |                           |                           |                           |                           |                           |                           |                           |                           |                           |                           |                           |                           |                           |                           |                           |                           |                           |
| 第11話                                 | ナナチ                    | 小柳啓伍                  | 飯野慎也 阿保孝雄         | 工藤利春                  | 伊藤晋之 樋口香里 大下久馬 三浦龍                                                                       | 9月15日                   |                           |                           |                           |                           |                           |                           |                           |                           |                           |                           |                           |                           |                           |                           |                           |                           |                           |                           |
| 第12話                                 | 呪いの正体                | 小柳啓伍                  | 小島正幸                  | 小島正幸                  | 竹内忠 藤優子 黒田結花 蒲田明美                                                                         | 9月22日                   |                           |                           |                           |                           |                           |                           |                           |                           |                           |                           |                           |                           |                           |                           |                           |                           |                           |                           |
| 第13話                                 | 挑む者たち                | 倉田英之                  | 小島正幸                  | 森賢                      | 森賢 多田靖子                                                                                           | 9月29日                   |                           |                           |                           |                           |                           |                           |                           |                           |                           |                           |                           |                           |                           |                           |                           |                           |                           |                           |
| 第2期『メイドインアビス 烈日の黄金郷』 |                           |                           |                           |                           | |                           |                           |                           |                           |                           |                           |                           |                           |                           |                           |                           |                           |                           |                           |                           |                           |                           |                           |                           |
| 第1話                                  | 羅針盤は闇を指した        | 倉田英之                  | 小島正幸                  | 小島正幸                  | 黒田結花 谷紫織                                                                                         | 2022年 7月6日             |                           |                           |                           |                           |                           |                           |                           |                           |                           |                           |                           |                           |                           |                           |                           |                           |                           |                           |
| 第2話                                  | 還らずの都                | 倉田英之                  | 小島正幸                  | 小池裕樹                  | 伊藤晋之                                                                                                | 7月13日                   |                           |                           |                           |                           |                           |                           |                           |                           |                           |                           |                           |                           |                           |                           |                           |                           |                           |                           |
| 第3話                                  | 成れ果て村                | 倉田英之                  | 小島正幸                  | 垪和等                    | 谷紫織                                                                                                  | 7月20日                   |                           |                           |                           |                           |                           |                           |                           |                           |                           |                           |                           |                           |                           |                           |                           |                           |                           |                           |
| 第4話                                  | 友人                      | 倉田英之                  | 小島正幸                  | 中西基樹 古桑孝治         | 小里明花 三橋桜子 田中宏紀                                                                              | 7月27日                   |                           |                           |                           |                           |                           |                           |                           |                           |                           |                           |                           |                           |                           |                           |                           |                           |                           |                           |
| 第5話                                  | 秘匿                      | 倉田英之                  | 古桑孝治                  | 古桑孝治                  | 阿部島瑠珠 三橋桜子 LEE Minjae IM Sunhee KIM Eunha BAEK Jiwon YU Minzi                                  | 8月3日                    |                           |                           |                           |                           |                           |                           |                           |                           |                           |                           |                           |                           |                           |                           |                           |                           |                           |                           |
| 第6話                                  | 呼び込み                  | 倉田英之                  | 小島正幸                  | 宝井俊介                  | 北原安鶴紗 LEE Minjae IM Sunhee KIM Eunha BAEK Jiwon YU Minzi                                           | 8月10日                   |                           |                           |                           |                           |                           |                           |                           |                           |                           |                           |                           |                           |                           |                           |                           |                           |                           |                           |
| 第7話                                  | 欲望の揺籃                | 倉田英之                  | 小島正幸                  | 小池裕樹                  | 小里明花 LEE Minjae IM Sunhee BAEK Jiwon YU Minzi                                                       | 8月17日                   |                           |                           |                           |                           |                           |                           |                           |                           |                           |                           |                           |                           |                           |                           |                           |                           |                           |                           |
| 第8話                                  | 願いの形                  | 倉田英之                  | 小島正幸                  | 中西基樹                  | 伊藤晋之 三橋桜子 LEE Minjae IM Sunhee BAEK Jiwon YU Minzi                                              | 8月24日                   |                           |                           |                           |                           |                           |                           |                           |                           |                           |                           |                           |                           |                           |                           |                           |                           |                           |                           |
| 第9話                                  | 帰還                      | 倉田英之                  | 小島正幸                  | 垪和等                    | 阿部島瑠珠 鈴木幸江 LEE Minjae IM Sunhee BAEK Jiwon YU Minzi                                            | 8月31日                   |                           |                           |                           |                           |                           |                           |                           |                           |                           |                           |                           |                           |                           |                           |                           |                           |                           |                           |
| 第10話                                 | 拾うものすべて            | 倉田英之                  | 小出卓史                  | 小出卓史                  | 崎本さゆり 谷紫織 小出卓史 黒田結花                                                                     | 9月7日                    |                           |                           |                           |                           |                           |                           |                           |                           |                           |                           |                           |                           |                           |                           |                           |                           |                           |                           |
| 第11話                                 | 価値                      | 倉田英之                  | 小島正幸                  | 宝井俊介                  | 樋口香里 杉山有沙 山本月穂 三橋妙子 渡部由紀子 LEE Minjae IM Sunhee BAEK Jiwon YU Minzi                 | 9月14日                   |                           |                           |                           |                           |                           |                           |                           |                           |                           |                           |                           |                           |                           |                           |                           |                           |                           |                           |
| 第12話                                 | 黄金                      | 倉田英之                  | 小島正幸                  | 小島正幸 垪和等           | 伊藤晋之 大森理恵 川崎怜奈 小里明花 滝口浩喜 竹本未希 田中宏紀 谷紫織 寺尾憲治 福島勇 三橋妙子 山崎絵美 | 9月28日                   |                           |                           |                           |                           |                           |                           |                           |                           |                           |                           |                           |                           |                           |                           |                           |                           |                           |                           |

## 放送局
| 放送期間                              | 放送時間                                            | 放送局      | 対象地域 | 備考                                 |
| ------------------------------------- | --------------------------------------------------- | ----------- | -------- | ------------------------------------ |
| 2017年7月7日 - 9月29日                | 金曜 21:30 - 22:00                                  | AT-X        | 日本全域 | 製作参加 / CS放送 / リピート放送あり |
| 2017年7月8日 - 9月30日                | 土曜 1:40 - 2:10（金曜深夜）                        | TOKYO MX    | 東京都   |                                      |
|                                       | 土曜 3:00 - 3:30（金曜深夜）                        | BS11        | 日本全域 | BS放送 / 『ANIME+』枠                |
| 2017年7月9日 - 10月1日                | 日曜 1:30 - 2:00（土曜深夜）                        | KBS京都     | 京都府   |                                      |
| 2017年7月10日 - 10月2日               | 月曜 1:25 - 1:55（日曜深夜）                        | サガテレビ  | 佐賀県   |                                      |
|                                       | 月曜 2:05 - 2:35（日曜深夜）                        | テレビ愛知  | 愛知県   |                                      |
|                                       | 月曜 2:35 - 3:05（日曜深夜）                        | TVQ九州放送 | 福岡県   |                                      |
| 2017年7月10日 - 9月25日 2017年10月3日 | 月曜 23:30 - 火曜 0:00 火曜 0:30 - 1:30（月曜深夜） | サンテレビ  | 兵庫県   |                                      |

インターネットではAmazonプライム・ビデオにて独占配信され、放送終了後はその他のVODサービスでも配信された。
| 放送期間                | 放送時間                     | 放送局     | 対象地域 | 備考                                            |
| ----------------------- | ---------------------------- | ---------- | -------- | ----------------------------------------------- |
| 2022年7月6日 - 9月28日  | 水曜 22:30 - 23:00           | AT-X       | 日本全域 | 製作参加 / CS放送 / 字幕放送 / リピート放送あり |
| 2022年7月7日 - 9月29日  | 木曜 1:00 - 1:30（水曜深夜） | BS11       | 日本全域 | BS放送 / 『ANIME+』枠                           |
|                         | 木曜 1:05 - 1:35（水曜深夜） | TOKYO MX   | 東京都   |                                                 |
|                         |                              | サンテレビ | 兵庫県   |                                                 |
|                         |                              | KBS京都    | 京都府   |                                                 |
| 2022年7月8日 - 9月30日  | 金曜 2:35 - 3:05（木曜深夜） | テレビ愛知 | 愛知県   |                                                 |
| 2022年7月11日 - 10月3日 | 月曜 1:25 - 1:55（日曜深夜） | サガテレビ | 佐賀県   |                                                 |

## BD / DVD
| 巻 | 発売日         | 収録話         | 規格品番   | 規格品番   |
| 巻 | 発売日         | 収録話         | BD         | DVD        |
| -- | -------------- | -------------- | ---------- | ---------- |
| 上 | 2017年10月25日 | 第1話 - 第7話  | ZMAZ-11541 | ZMSZ-11551 |
| 下 | 2017年12月22日 | 第8話 - 第13話 | ZMAZ-11542 | ZMSZ-11552 |

| 巻   | 発売日         | 収録話         | 規格品番   | 規格品番   |
| 巻   | 発売日         | 収録話         | BD         | DVD        |
| ---- | -------------- | -------------- | ---------- | ---------- |
| 前編 | 2019年11月27日 | 旅立ちの夜明け | ZMXZ-13601 | ZMBZ-13611 |
| 後編 | 2019年11月27日 | 放浪する黄昏   | ZMXZ-13602 | ZMBZ-13612 |

| 巻     | 発売日        | 収録話       | 規格品番   | 規格品番   | 規格品番   |
| 巻     | 発売日        | 収録話       | BD限定版   | BD通常版   | DVD        |
| ------ | ------------- | ------------ | ---------- | ---------- | ---------- |
| 劇場版 | 2020年9月25日 | 深き魂の黎明 | ZMXZ-14201 | ZMXZ-14202 | ZMBZ-14203 |

| 巻 | 発売日         | 収録話         | 規格品番   | 規格品番   | 規格品番   | 規格品番   |
| 巻 | 発売日         | 収録話         | BD限定版   | BD通常版   | DVD限定版  | DVD通常版  |
| -- | -------------- | -------------- | ---------- | ---------- | ---------- | ---------- |
| 上 | 2022年10月26日 | 第1話 - 第6話  | -          | ZMAZ-15961 | -          | ZMSZ-15981 |
| 下 | 2022年12月23日 | 第7話 - 第12話 | ZMAZ-15972 | ZMAZ-15962 | ZMSZ-15992 | ZMSZ-15982 |

## Webラジオ
『ラジオインアビス 〜リコとナナチの探窟ラジオ〜』は、2017年7月3日（第1回）から10月23日（第9回）まで音泉にて隔週月曜に配信されたWebラジオ。パーソナリティはリコ役の富田美憂とナナチ役の井澤詩織。メイドインアビス劇場版総集編の公開を記念し、不定期更新の形で2018年11月12日（第10回）から2020年2月24日（第18回）まで『ラジオインアビス 〜リコとレグとナナチの探窟ラジオ〜』のタイトル名にリニューアルして配信。リニューアルに伴いパーソナリティーにはレグ役の伊瀬茉莉也が加わった。

2022年7月11日から10月10日まで『ラジオインアビス～成れ果て村滞在記～』を配信した。
　ゲスト
　・第1・5回(7月3日・8月28日) 伊瀬茉莉也
　・第3回(7月31日) 村田太志
　・第4回(8月14日) 大原さやか
　・第6回(9月11日) 田村睦心 沼倉愛美
　・第8回(10月9日) 喜多村英梨
　・第9回(10月23日) つくしあきひと

## 劇場アニメ
これまでテレビシリーズ第1期の総集編が2作、完全新作劇場版が1つ作られている。

### 劇場版総集編
2019年1月4日に第1話から第7話Aパートを再編集し新規カットを追加した『劇場版総集編【前編】メイドインアビス 旅立ちの夜明け』が、2019年1月18日に第7話Bパートから第13話を再編集し新規カットを追加した『劇場版総集編【後編】メイドインアビス 放浪する黄昏』がそれぞれ公開された。前編はG指定だが、後編はPG12指定。興行収入は前編3200万円、後編3000万円。
再編集に伴い、新規シーン追加のほか、一部シーンのカット、BGMの追加などが行われている。

### 深き魂の黎明（完全新作劇場版）
2020年1月17日より『劇場版「メイドインアビス 深き魂の黎明」』と題し、約50スクリーン規模で劇場公開。興行収入は6億6000万円。テレビシリーズ及び劇場版総集編の続編で、第4巻の途中から第5巻でのボンドルドとの対決が描かれる。
本作は当初PG12指定とされていたが、映倫の最終審査の結果R15+指定に引き上げられたため、製作委員会が「15歳未満且つ前売り券を所持している者に限り、2019年12月28日から2020年1月末までチケット代を返金する」ことを発表する事態となった。
劇場版総集編前編の公開初日である2019年1月4日、正式タイトルを発表。同年7月6日に公開日を発表。2020年1月13日（月）より東京メトロ副都心線・有楽町線の一部車両で中づり広告を展開。
同時上映（作品サイドでは「観る入場者特典」と称している）はショートアニメ『マルルクちゃんの日常』。全4話構成で本編の上映前に毎週異なるエピソードが流される。このショートアニメは2019年4月1日にエイプリルフールのジョークとして「諸般の事情で本編をこちらに変更する」とした際に使われたイラスト画像が元になっている。

#### スタッフ（深き魂の黎明）
- 原作 - つくしあきひと
- 監督 - 小島正幸
- 副監督 - 垪和等
- 脚本 - 倉田英之
- キャラクターデザイン - 黄瀬和哉
- 総作画監督 - 齊田博之
- 作画監督 - 小栗寛子、崎本さゆり
- エフェクト作画監督 - 橋本敬史
- 生物デザイン - 吉成鋼
- デザインリーダー - 高倉武史
- コンテ - 小島正幸、酒井智史
- 演出 - 高橋賢、垪和等、森賢
- アクションアニメーター - 酒井智史、杉田柊
- メインアニメーター - 小里明花、小池裕樹、小出卓史、黒田結花、谷紫織、馬場健
- 美術監督 - 増山修
- 美術設定 - 西俊樹、平柳悟、菱沼由典
- 色彩設計 - 山下宮緒
- 撮影監督 - 江間常高
- 音響監督 - 山田陽
- 音響効果 - 野口透
- 音楽 - Kevin Penkin
- 音楽プロデューサー - 飯島弘光
- 音楽制作 - IRMA LA DOUCE
- 音楽制作協力 - KADOKAWA
- 主題歌 - MYTH & ROID「Forever Lost」
- アニメーション制作 - キネマシトラス
- 製作 - メイドインアビス製作委員会
- 配給 - 角川ANIMATION

#### 制作（深き魂の黎明）
リコ役の富田美憂は、劇場の音響では泣いた時の喉のガラガラが目立つため「気持ちはそのまま、ガラガラな音を無くして」という自身にとっては難易度の高い指示を受けたと語っている。ナナチ役の井澤詩織は、TVシリーズではナナチの恐怖心や憎しみを自身の中だけで想像するのは限界があったものの、今作ではボンドルド役の森川智之と同じ現場でアフレコすることができたことから、恐怖の感情を作りやすかったと語っている。

#### 評価（深き魂の黎明）
Blu-ray（限定版）の初週推定売上は13,660枚を記録している。
ライターの井中カエルは本作がなぜR-15指定となったかについて以下のような考察をしている。

#### 各話リスト（マルルクちゃんの日常）
| 話数  | サブタイトル | 上映期間                |
| ----- | ------------ | ----------------------- |
| 第1話 | おねがい     | 2020年1月17日 - 1月23日 |
| 第2話 | おつかい     | 2020年1月24日 - 1月30日 |
| 第3話 | おそうじ     | 2020年1月31日 - 2月6日  |
| 第4話 | おもいで     | 2020年2月7日 - 2月13日  |

## パチスロ・パチンコ
- パチスロ：SLOTメイドインアビス（ミズホ、2023年6月）[35]
- パチンコ：Pメイドインアビス 虹の黄金域（メーシー、2024年9月）[36]